# Gasela de front vermell
La gasela de front vermell (Eudorcas rufifrons) és una espècie de mamífer artiodàctil de la família dels bòvids. Viu a altituds d'entre 0 i 1.400 msnm a Burkina Faso, el Camerun, Mali, Mauritània, el Níger, Nigèria, la República Centreafricana, el Senegal, el Sudan i el Txad. Per altra banda, probablement ha estat extirpada de Ghana. Els seus hàbitats naturals són els herbassars, les sabanes, els boscos de sabana i els matollars del Sahel. És considerada una espècie vulnerable a causa de la caça furtiva, la competició amb la ramaderia i la destrucció del seu hàbitat pel sobrepasturatge, la tala o crema d'arbres per crear camps de conreu i els efectes de la sequera.
Alguns zoòlegs consideren la gasela de Thomson una subespècie d'aquesta gasela.